# 索隆西克
49°22′58″N 23°38′23″E / 49.38278°N 23.63972°E
索隆西克（烏克蘭語：Солонське）是烏克蘭的村落，位於該國西部利沃夫州，由德羅霍貝奇區負責管轄，始建於1700年，面積1.91平方公里，2001年人口812，人口密度每平方公里425.13人。